# Josh Bynes
Joshua Stephen Bynes (Pompano Beach, 24 agosto 1989) è un giocatore di football americano statunitense che ha gioca nel ruolo di linebacker per i Baltimore Ravens della National Football League (NFL). Al college ha giocato a football alla Auburn University vincendo il campionato NCAA nel 2010.

## Carriera
Bynes firmò in qualità di free agent con i Baltimore Ravens dopo non essere stato scelto nel Draft NFL 2011. Nella sua stagione da rookie disputò una sola gara senza far registrare alcuna statistica. Trovò maggior spazio nella stagione 2012 quando giocò 10 partite, di cui 3 come titolare, mettendo a segno 34 tackle e 2 passaggi deviati. Quell'anno i Ravens avanzarono fino al Super Bowl XLVII, vincendolo contro i San Francisco 49ers. Nella stagione 2013, Bynes un nuovo primato personale con 45 tackle in 15 partite, di cui sei come titolare.

## Palmarès
- Super Bowl : 1

Baltimore Ravens: Super Bowl XLVII
- American Football Conference Championship: 1

Baltimore Ravens: 2012
- Campione NCAA:1

2010

## Statistiche
| Partite totali      | 26 |
| Partite da titolare | 9  |
| Tackle              | 79 |
| Sack                | 0  |
| Intercetti          | 0  |

Statistiche aggiornate alla stagione 2013